# Urocza Lili
Urocza Lili (ang. Darling Lili) – amerykański musical z elementami filmu szpiegowskiego z 1970 roku w reżyserii Blake’a Edwardsa, z muzyką Henry’ego Manciniego. W rolach głównych wystąpili Julie Andrews i Rock Hudson.
Zdjęcia do filmu kręcono w Dublinie, Paryżu, Brukseli oraz w Kalifornii. Z budżetem wynoszącym ostatecznie ponad 18 mln dolarów, musical ten był w chwili powstania jednym z najdroższych filmów wszech czasów.

## Fabuła
Akcja filmu toczy się we Francji podczas I wojny światowej. Lili Smith jest uwielbianą angielską gwiazdą musicali, podziwianą przez francuskich i brytyjskich pilotów. Spotyka się z nimi w Cafe Can-Can. Szczególnie interesuje się nią pewien Amerykanin, major Larrabee. Organizuje cygańską serenadę za jej oknem i nocny piknik z szampanem. W rzeczywistości Lili jest niemieckim szpiegiem. Wujem Lili, z którym jest ona w stałym kontakcie, jest pułkownik Kurt Von Ruger, również niemiecki szpieg i jej główny kontakt w przekazywaniu informacji władzom niemieckim.
Lili oszukuje majora Larrabee; równocześnie zaczyna odczuwać prawdziwą miłość do niego. Francuskie władze uważają Larrabee za szpiega i proszą Lili, aby miała na niego oko. Lili dowiaduje się, że Larrabee romansuje również z Crepe Suzette; zaczyna podejrzewać, że hasło Crepe Suzette oznacza jakiś tajny plan i informuje o tym wujka.
Władze francuskie zaczynają szpiegować zarówno Larrabee, jak i Lili, która wnioskuje, że Crepe Suzette to kobieta. Francuz szpiegujący Lili mówi jej, że „Operacja Crepe Suzette” jest operacją wojskową i przekazuje jej wymyślone szczegóły planu. Lili postanawia uwierzyć w kłamstwo. Kiedy jeden z Francuzów mówi jej, że Crepe Suzette jest dziewczyną z burleski, Lili idzie ocenić konkurencję.
Lili aresztuje Larrabee i Suzette za zdradę, za co zostaje nagrodzona Legią Honorową, natomiast Suzette z radością opowiada władzom wszystko, co wie. Pokojówka przekazuje Lili wiadomość z gazety: Suzette powiedziała, że Larrabee nic nie zrobił i był zakochany w „innej kobiecie” (tj. Lili). Zabójca Kraus zostaje wysłany, by zabić Lili, ale mu się to nie udaje. Lili idzie do władz, aby się przyznać, próbując uratować Larrabee przed plutonem egzekucyjnym. Przedstawiciele władz myślą, że to tylko romantyczny gest i nie wierzą jej. Jej wujek organizuje ucieczkę do Szwajcarii.
Niemiecka eskadra atakuje pociąg. Brytyjska eskadra (w tym Larrabee) odpiera ich atak. Widzi on Lili leżącą na ziemi i salutuje skrzydłem. Lili śpiewa w Genewie, w momencie zakończenia wojny. W ostatniej piosence Lili śpiewa w asyście pilotów patrzących z góry. Larrabee wychodzi i całuje ją, a tłum wiwatuje.

## Obsada
- Julie Andrews jako Lili Smith/Schmidt
- Rock Hudson jako major William Larrabee
- Jeremy Kemp jako pułkownik Kurt Von Ruger
- Gloria Paul jako Crepe Suzette

## Muzyka
Oryginalną muzykę do Uroczej Lili skomponował Henry Mancini. Razem z Johnnym Mercerem napisali tytułową piosenkę „Darling Lili”, a także „Whistling Away the Dark”. W filmie wykorzystano utwory z epoki, m.in. „It’s a Long Way to Tipperary”, „Pack Up Your Troubles in Your Old Kit-Bag”, „Keep the Home Fires Burning”, and „Mademoiselle from Armentières”.

## Przyjęcie filmu
Film miał swoją premierę w Los Angeles 23 czerwca 1970 r. i bił rekordy kasowe w nowojorskim Radio City Music Hall. Ogólnie jednak okazał się komercyjną porażką.

## Nagrody
Piosenka Henry Manciniego i Johnny’ego Mercera „Whistling Away the Dark” zdobyła Złoty Glob za najlepszą oryginalną piosenkę.